# Dewitt S. Terry
Dewitt S. Terry (Enid (Oklahoma), 25 februari 1917 - gesneuveld in de omgeving van Nijmegen, 30 september 1944) was een Amerikaanse onderofficier. Hij werd op 8 oktober 1945 bij Koninklijk Besluit door koningin Wilhelmina postuum benoemd tot Ridder in de Militaire Willems-Orde.
De in Virginia opgegroeide Terry (ID:39857175) was sergeant in de G Company, 401th G.I.R., 82ste Airborne Division, een luchtlandingseenheid die tijdens Operatie Market Garden met zweefvliegtuigen afdaalde.
Tijdens de gevechten van de 82ste Airborne Division in het gebied van Nijmegen in de periode van 17 september tot 4 oktober 1944 heeft Terry, zo vermeldt het Koninklijk Besluit, zich onderscheiden door het bedrijven van uitstekende daden van moed, beleid en trouw en "herhaaldelijk blijk gegeven van buitengewone plichtsbetrachting en groot doorzettingsvermogen, en (is hij) in alle opzichten een zeer loffelijk voorbeeld, een inspiratie geweest voor allen in die roemvolle dagen, waarbij hij zelf het leven heeft gelaten".

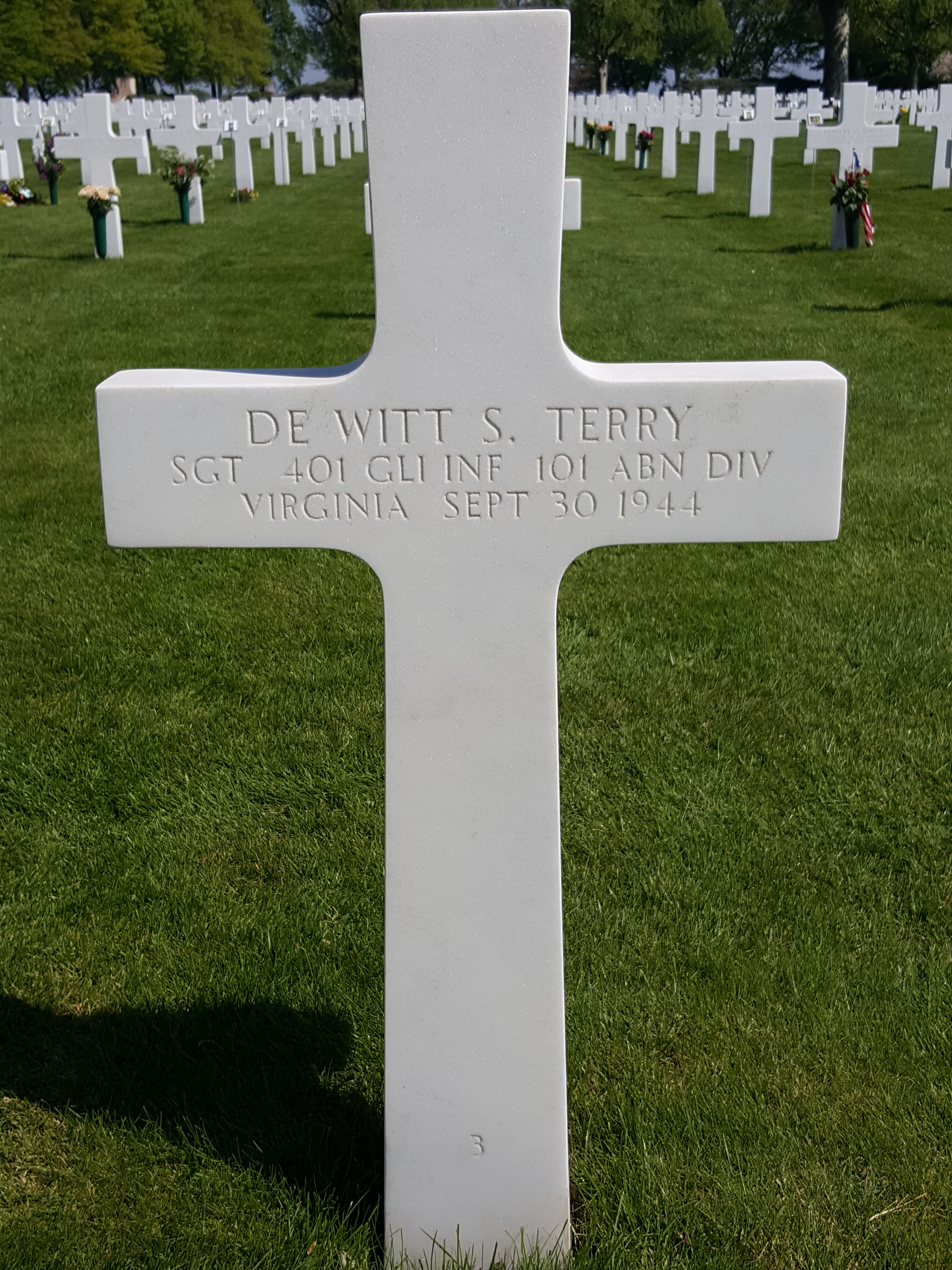
Grafsteen

Terry rust op de Amerikaanse begraaplaats bij Margraten.

## Onderscheidingen
- Militaire Willems-Orde op 8 november 1945[3][1]
- Distinguished Service Cross[1][4]
- Purple Heart[1]

Charles Billingslea · Robert C. Blankenship · Charles King Boyd · Julian Aaron Cook · Daniel Frank Elam · Edward Simons Fulmer · Wesley Harris · Glenn Jonas · William Kero · Harry William Osborn Kinnard · Paul Lester · Joseph Myers · Herbert Edgar Schulman · Maxwell D. Taylor · Dewitt S. Terry · Reuben Henry III Tucker · Waverly W. Wray